# 영동 송담재
영동 송담재(永同 松潭齋)은 충청북도 영동군 용산면에 있는 조선시대의 사당이다. 1998년 11월 20일 충청북도의 문화재자료 제25호로 지정되었다.

## 개요
율재 정경(1490∼1564)을 모신 사당으로 후손들이 세웠다.
정경 선생은 조선 중종 때 무신으로, 효성이 지극하고 청렴결백하여 인근에 그 이름이 알려졌다. 임진왜란으로 건물이 무너져 정조 14년(1790)에 다시 지었으며 1970년대에 와서는 처마를 아름답게 단장하였다.
앞면 4칸·옆면 2칸 규모로, 지붕은 옆면에서 볼 때 여덟 팔(八)자 모양의 팔작지붕이다. 대청마루를 사이에 두고 좌우에 방을 두었는데 방·부엌·마루·건넌방·건넌방 부엌으로 구성되어 있다.

## 같이 보기
- 정경

## 참고 자료
- 영동 송담재 - 국가유산청 국가유산포털